# Lista de clubes e campos de golfe de Portugal
Lista de 78 campos de golfe em Portugal por região.

## Açores
| Campo de golfe                  | Localização      | Inauguração | N.º de buracos |
| ------------------------------- | ---------------- | ----------- | -------------- |
| Batalha Golf Club               | Ponta Delgada    | 1996        | 27             |
| Clube de Golfe da Ilha Terceira | Praia da Vitória | 1954        | 18             |
| Furnas Golf Club                | Povoação         | 1939/1986   | 18             |

## Alentejo
| Campo de golfe                    | Localização | Inauguração | N.º de buracos |
| --------------------------------- | ----------- | ----------- | -------------- |
| Ammaia - Clube de Golfe de Marvão | Marvão      | 1997        | 18             |

## Algarve
| Campo de golfe            | Localização                | Inauguração | N.º de buracos |
| ------------------------- | -------------------------- | ----------- | -------------- |
| Álamos Golf Course        | Portimão                   | 2006        | 18             |
| Alto Golf                 | Portimão                   | 1991        | 18             |
| Benamor Golf              | Tavira                     | 2000        | 18             |
| Boavista Golf             | Lagos                      | 2002        | 18             |
| Castro Marim Golfe        | Castro Marim               | 2001        | 27             |
| Espiche Golf              | Lagos                      | 2012        | 18             |
| Golf Santo António        | Vila do Bispo              | 1987        | 18             |
| Gramacho Golf             | Lagoa                      | 1991        | 18             |
| Monte Rei Golf            | Vila Real de Santo António | 2007        | 18             |
| Morgado Golf Course       | Portimão                   | 2003        | 18             |
| Ocean Course Vale do Lobo | Loulé                      | 1968        | 18             |
| Oceânico Faldo Course     | Silves                     | 2008        | 18             |
| Oceânico Laguna           | Loulé                      | 1990        | 18             |
| Oceânico Millennium       | Loulé                      | 2000        | 18             |
| Oceânico O'Connor Jnr.    | Silves                     | 2008        | 18             |
| Oceânico Old Course       | Loulé                      | 1969        | 18             |
| Oceânico Pinhal           | Loulé                      | 1976        | 18             |
| Oceânico Victoria         | Loulé                      | 2004        | 18             |
| Onyria Palmares           | Lagos                      | 1975        | 18             |
| Penina Golf               | Portimão                   | 1966        | 36             |
| Pine Cliffs Golf          | Albufeira                  | 1991        | 9              |
| Pinheiros Altos Golf      | Loulé                      | 1992        | 27             |
| Quinta de Cima Golf       | Vila Real de Santo António | 2002        | 18             |
| Quinta do Lago Laranjal   | Loulé                      | 2009        | 18             |
| Quinta do Lago Norte      | Loulé                      | 1989        | 18             |
| Quinta do Lago Sul        | Loulé                      | 1974        | 18             |
| Quinta da Ria Golf        | Vila Real de Santo António | 2002        | 18             |
| Quinta do Vale Golf       | Castro Marim               | 2008        | 18             |
| Royal Course Vale do Lobo | Loulé                      | 1997        | 18             |
| Salgados Golf Course      | Albufeira                  | 1994        | 18             |
| San Lorenzo Golf Club     | Loulé                      | 1988        | 18             |
| Silves Golf               | Silves                     | 2007        | 18             |
| Vale de Milho Golf        | Lagoa                      | 1990        | 9              |
| Vale da Pinta Golf        | Lagoa                      | 1992        | 18             |
| Vila Sol Golf             | Loulé                      | 1991        | 27             |

## Centro
| Campo de golfe  | Localização | Inauguração | N.º de buracos |
| --------------- | ----------- | ----------- | -------------- |
| Curia Golf      | Anadia      | 2004        | 9              |
| Montebelo Golfe | Viseu       | 1997        | 27             |

## Lisboa e Vale do Tejo
| Campo de golfe                  | Localização   | Inauguração | N.º de buracos |
| ------------------------------- | ------------- | ----------- | -------------- |
| Aroeira Pines Classic           | Almada        | 1973        | 18             |
| Aroeira Challenge               | Almada        | 2000        | 18             |
| Arrábida Resort & Golf Academy  | Palmela       | 2009        | 18             |
| Belas Clube de Campo            | Sintra        | 1997        | 18             |
| Clube de Golfe Beloura          | Sintra        | 1994        | 18             |
| Quinta do Peru                  | Sesimbra      | 1994        | 18             |
| Dolce CampoReal Lisboa          | Torres Vedras | 2005        | 18             |
| Golfe da Aldeia dos Capuchos    | Almada        | 2008        | 9              |
| Golfe do Estoril                | Cascais       | 1929        | 27             |
| Golfe do Montado                | Palmela       | 1992        | 18             |
| Guardian Bom Sucesso Golf       | Óbidos        | 2008        | 18             |
| Lisbon Sports Club              | Sintra        | 1922        | 18             |
| Oeiras Golf                     | Oeiras        | 2013        | 9              |
| Oitavos Dunes                   | Cascais       | 2001        | 18             |
| Paço do Lumiar - Clube de Golfe | Lisboa        | 2003        | 9              |
| Penha Longa Resort              | Sintra        | 1992        | 27             |
| Praia D'El Rey                  | Óbidos        | 1997        | 18             |
| Quinta da Marinha Golf          | Cascais       | 1984        | 18             |
| Ribagolfe I                     | Benavente     | 2004        | 18             |
| Ribagolfe II                    | Benavente     | 2004        | 18             |
| Royal Óbidos                    | Óbidos        | 2012        | 18             |
| Santo Estêvão Golfe             | Benavente     | 2004        | 18             |
| Troia Golf                      | Grândola      | 1980        | 18             |
| West Cliffs Golf Course         | Óbidos        | 2017        | 18             |

## Madeira
| Campo de golfe               | Localização | Inauguração | N.º de buracos |
| ---------------------------- | ----------- | ----------- | -------------- |
| Clube de Golf Santo da Serra | Machico     | 1991        | 27             |
| Palheiro Golfe               | Funchal     | 1993        | 18             |
| Porto Santo Golfe            | Porto Santo | 2004        | 27             |

## Norte
| Campo de golfe            | Localização       | Inauguração | N.º de buracos |
| ------------------------- | ----------------- | ----------- | -------------- |
| Axis Golfe Ponte de Lima  | Ponte de Lima     | 1995        | 18             |
| Clube de Golfe Rilhadas   | Fafe              | 2010        | 18             |
| Club Golf Miramar         | Vila Nova de Gaia | 1932        | 9              |
| Clube de Golfe Vale Pisão | Santo Tirso       | 2009        | 9              |
| Estela Golf Club          | Póvoa de Varzim   | 1988        | 18             |
| Golfe de Amarante         | Amarante          | 1997        | 18             |
| Golfe da Quinta do Fojo   | Vila Nova de Gaia | 2002        | 18             |
| Golf Quinta da Barca      | Esposende         | 1997        | 9              |
| Oporto Golf Club          | Espinho           | 1890        | 18             |
| Paredes Golfe Clube       | Paredes           | 2010        | 9              |
| Vidago Palace Golf        | Chaves            | 1936        | 18             |